# David Tenreiro
David Tenreiro (n. Madrid; 6 de agosto de 1973) es un actor español.
Desde niño reside en Logroño donde da sus primeros pasos en el teatro formando parte del grupo de teatro amateur Teatro Pobre, dirigido desde su fundación por Fernando Gil Torner.
En 1994 se traslada de nuevo a Madrid para cursar los estudios de interpretación en la RESAD, donde se licencia en 1998 con el montaje Bodas de sangre, dirigido por Juan Pastor. 
En 1995 cofunda Sexpeare Teatro con varios compañeros de la RESAD con los que estrena Yo tengo un amigo que me ama, primera incursión de la compañía en el teatro Alfil de Madrid, Sexketch, amor de color mahonesa e Hipo.
En el año 2001 protagoniza la película Gente pez, dirigida por Jorge Iglesias. 
En el 2002 protagoniza junto a Blanca Portillo el concierto esceníficado La rebelión de los criados, dirigido por Gustavo Tambascio y producido por la Red nacional de teatros de España, dentro del ciclo Música a escena.
En el año 2003 se asocia con Isidro Terraza para crear la productora audiovisual Libélula Producciones S.L, llevando a cabo proyectos como las obras de teatro La discreta enamorada o El trovador, ambas dirigidas por Gustavo Tambascio, y en las que también participa como actor, el libro DVD de dibujos animados Las historias del agua, para el pabellón de Acciona de la Expo 2008, proyecciones para diferentes óperas, videoclips,etc. 
A lo largo de los años 2003 y 2004 forma parte del profesorado del departamento de interpretación de la escuela municipal de teatro del Ayuntamiento de Madrid.
Durante todo el año 2005 realiza un curso de doblaje dirigido por Julio Morales. A partir de entonces comienza a trabajar en locuciones para radio y televisión. Ha participado en cuñas publicitarias y en los documentales Shakty, el poder de la mujer y El camino de la lengua, donde daba voz al narrador. También ha prestado su voz para videojuegos y multitud de audio-libros. 
En el año 2007 interviene en la película Sexykiller, morirás por ella, dirigida por Miguel Martí con guion de Paco Cabezas y producida por Mediapro, Warner Europa y Ensueño.
Ese año comienza a colaborar como profesor de interpretación en la escuela de actores Acción-escena.
En el 2011 coprotagoniza el largometraje Esperando septiembre de Tina Olivares.
En el 2018 estrena su particular visión y adaptación a teatro del personaje de Conan Doyle con la obra La muerte de Sherlock Holmes.  
Desde su llegada a Madrid, y a lo largo de estos años, David Tenreiro ha trabajado en un gran número de obras de teatro, series de televisión y proyectos audiovisuales en general. 

## Filmografía

### Cine y televisión
- Gente pez
- Esperando septiembre
- Sexykiller, morirás por ella
- Votamos
- El pueblo
- Nasdrovia
- Caronte
- Justo antes de Cristo
- La cocinera de Castamar
- La zona
- Cervantes V.R.
- Gran Hotel
- Amar en tiempos revueltos
- Bandolera
- La que se avecina
- Mis adorables vecinos
- Los hombres de Paco
- Aquí no hay quien viva
- En buena compañía
- Cyber club
- Memoria de España
- Hospital Central
- Carne de neón
- Made in China
- Servir y proteger

### Teatro
- La muerte de Sherlock Holmes
- Belvedere. Ana María Bamberger.
- Salazar & Guardo (Un secretillo del siglo de oro)
- Trabajos de amor perdidos. Shakespeare. Fundación siglo de oro.
- La armonía del silencio. Teatro Español. Lola Blasco.
- El imposible mayor amor, en amor le vence amor. Teatro de la Zarzuela.
- Pinocho. Gustavo Tambascio
- Parchís en el mundo mágico.
- Frankestein o el moderno Prometeo. Come y calla.
- El trovador
- La discreta enamorada, de Lope de Vega
- La pasión, Musical flamenco
- Los tres mosqueteros, de Alejandro Dumas
- La rebelión de los criados, de Gustavo Tambascio
- Hipo
- Sexketchs
- Bodas de sangre, de Federico García Lorca
- Roberto Zucco, de Bernard-Marie Koltès
- El juez de los divorcios, de Cervantes
- Macbeth, de Shakespeare.
- Ñaque o de piojos y actores, de José Sanchís Sinisterra
- Don Juan Tenorio, Zorrilla

### Locuciones
- Las historias del agua.
- Shakty, el poder de las mujeres, Documental.
- La llamada de África, Documental.
- Don Quijote
- La discreta enamorada, Cuña radio
- Las hormigas, Teaser promocional tv
- El camino de la lengua, Documental
- Vip, Serie de tv.
- Gorcha, Película
- Yerma

- Datos: Q5800401
- Multimedia: David Tenreiro / Q5800401